# Ковальчук Тарас Степанович
Тарас Степанович Ковальчук (нар. 21 лютого 1973, Заріччя, Івано-Франківська область УРСР) — український футболіст, виступав на позиції півзахисника та нападника.

## Життєпис
Вихованець ДЮСШ Заріччя.
У 1990 році розпочав дорослу футбольну кар'єру в складі місцевих «Бескид».
У 1991 році перейшов до івано-франківського «Прикарпаття», в якому виступав протягом 4 років.
На початку 1995 року виїхав до Росії, де підписав 2-річний контракт з московським «Локомотивом». Проте під час одного з тренувань отримав серйозну травму, довго лікувався, а після одужання виступав у другій команді «Локомотива» та в «Арсеналі» (Тула) на правах оренди.
У 1997 році повернувся до івано-франківського «Прикарпаття». Також виступав у фарм-клубах прикарпатців, ФК «Тисмениці», «Чорногорі» (Івано-Франківськ) та «Енергетику» (Бурштин).
На початку 2003 року перейшов до бориспільського «Борисфена», якому допоміг перейти до Вищої ліги.
Влітку 2004 року зіграв єдиний матч у складі чернігівської «Десни», потім повернувся до «Борисфена».
Весняну частину сезону 2004/05 років провів у луганській «Зорі».
Влітку 2005 року повернувся до Івано-Франківська, де виступав у складі місцевого «Факела» до завершення професіональної кар'єри в 2007 році.
У 2008 році виступав в аматорському клубі ФК «Бережани» (5 матчів).
З 2011 по 2013 рік захищав кольори іншого аматорського клубу «Прут» (смт Делятин).
З вересня 2021 року тренує U-17, U-16 ФК «Микуличин» (с. Микуличин).

## Досягнення
- Перша ліга чемпіонату України
  -  Чемпіон (1): 1993
  -  Срібний призер (1): 2003